# ناحیه خضدار
خُضدار (بلوچی: هضدار دمگ) یکی از شهرستان‌های ایالت بلوچستان، پاکستان می‌باشد. شهرهای مشهور این شهرستان عبارت از خضدار و نال می‌باشند، جمعیت این شهرستان در سال ۲۰۰۵ (میلادی) تقریباً ۵۲۵۰۰۰ نفر بوده‌است.

## نام
این منطقه یک زمانی توران نام داشته‌است و نام این منطقه از قزدار به خضدر تبدبل شده باشد.